# Bruno Pedron
Bruno Pedron (Torreglia, 3 giugno 1944 – Campo Grande, 17 giugno 2022) è stato un vescovo cattolico italiano.

## Biografia
È nato il 3 giugno 1944 a Torreglia, in provincia e diocesi di Padova.

### Formazione e ministero sacerdotale
Ha frequentato il corso di filosofia a Campo Grande in Brasile e quello di teologia a Verona in Italia. Successivamente ha ottenuto il baccellierato in amministrazione scolastica presso l'allora Faculdades Unidas Católicas de Mato Grosso (FUCMT) sempre a Campo Grande.
Il 16 agosto 1963 ha emesso la professione religiosa entrando nei salesiani.
Ha ricevuto l'ordinazione presbiterale il 6 aprile 1974 a Torreglia.
Dopo l'ordinazione, è stato tra l'altro direttore di facoltà alla FUCMT, direttore del seminario di Campo Grande e direttore del complesso salesiano di Lins.

### Ministero episcopale
Il 24 marzo 1999 papa Giovanni Paolo II lo ha nominato vescovo coadiutore di Jardim; ha ricevuto l'ordinazione episcopale a Rondonópolis il 21 maggio seguente da Vitório Pavanello, arcivescovo di Campo Grande, co-consacranti Juventino Kestering, vescovo di Rondonópolis, e Onofre Cândido Rosa, vescovo di Jardim.
Il 4 agosto 1999 è succeduto a Onofre Cândido Rosa.
Nel quadriennio 2003-2007 è stato presidente del segretariato regionale Oeste 1.
L'11 aprile 2007 papa Benedetto XVI lo ha trasferito alla diocesi di Ji-Paraná di cui ha preso possesso canonico il 24 giugno seguente.
Il 5 giugno 2019 papa Francesco ha accolto la sua rinuncia al governo pastorale della diocesi, presentata per raggiunti limiti d'età.
È morto il 17 giugno 2022 a Campo Grande all'età di 78 anni.

## Genealogia episcopale
La genealogia episcopale è:
- Cardinale Scipione Rebiba
- Cardinale Giulio Antonio Santori
- Cardinale Girolamo Bernerio, O.P.
- Arcivescovo Galeazzo Sanvitale
- Cardinale Ludovico Ludovisi
- Cardinale Luigi Caetani
- Cardinale Ulderico Carpegna
- Cardinale Paluzzo Paluzzi Altieri degli Albertoni
- Papa Benedetto XIII
- Papa Benedetto XIV
- Papa Clemente XIII
- Cardinale Marcantonio Colonna
- Cardinale Giacinto Sigismondo Gerdil, B.
- Cardinale Giulio Maria della Somaglia
- Cardinale Carlo Odescalchi, S.I.
- Vescovo Eugène de Mazenod, O.M.I.
- Cardinale Joseph Hippolyte Guibert, O.M.I.
- Cardinale François-Marie-Benjamin Richard
- Cardinale Pietro Gasparri
- Cardinale Clemente Micara
- Arcivescovo Armando Lombardi
- Arcivescovo Antônio Barbosa, S.D.B.
- Arcivescovo Vitório Pavanello, S.D.B.
- Vescovo Bruno Pedron, S.D.B.